# Leysdown-on-Sea
Leysdown-on-Sea – wieś w Anglii, w hrabstwie Kent, w dystrykcie Swale, na wyspie Sheppey. Leży 31 km na północny wschód od miasta Maidstone i 74 km na wschód od centrum Londynu.